# Aliaga (Philippines)
Pour les articles homonymes, voir Aliaga (homonymie).
Aliaga est une localité de la province de Nueva Ecija, aux Philippines. En 2015, elle compte 63 543 habitants.